# Лъв Африкански
Лъв Африкански (ок. 1494 – ок. 1554), с истинско име ал-Хасан ибн Мухамад ал-Уадан ал-Фаси (на арабски: حسن ابن محمد الوزان الفاسي), е берберско-андалуски дипломат, пътешественик и автор, най-известен с книгата си „Описание на Африка“. Сред съвременниците на Лъв Африкански в Европа, книгата е смятана за най-авторитетното изследване на географията на Северна Африка от Магреб до Долината на река Нил преди началото на модерните проучвания на Африка.

## Творби
Освен „Описание на Африка“, Лъв Африкански е автор на арабско-еврейско-латински медицински речник за еврейския лекар Якоб Мантино. Превежда на арабски език „Посланията на свети Павел“, като неговият ръкопис датиран към януари 1521 година, днес се съхранява в Библиотека Естензе в Модена. Друг оцелял до наши дни труд на Лъв Африкански е биографичната енциклопедия на 25 ислямски и 5 еврейски водещи учени, която той завършва в Рим преди да напусне града през 1527 година и публикувана за първи път на латински от Йохан Хайнрих Хотингер през 1664 година. За разлика от „Описание на Африка“ тази биографична творба остава почти незабелязана в Европа. Тя съдържа и различни неточности в информацията, вероятно поради липсата на достъпни източници докато той я пише в Италия, което го принуждава да разчита единствено на паметта си.
В „Описание на Африка“ Лъв прави препратки и към заплануваните от него други книги. Имал е намерение да напише две други землеописания -- на Близкия изток и на Европа. Планирал е да направи едно експозе на ислямската вяра и едно историческо описание на Северна Африка. Никоя от тези книги не е оцеляла, или не е открито доказателство да са били наистина написани.

## В литературата и медиите
Романизираната биография „Лъв Африкански“ от ливанско-френския писател Амин Маалуф запълва пропуските в известната биография на пътешественика в големи периоди от живота му и относно значими места, които се твърди, че е посетил.
През 2011 г. британската телевизия Би Би Си създава документален филм за живота му, озаглавен „Лъв Африкански: Човек сред световете“. Филмът върви по стъпките на Лъв от Гранада през Фес и Тимбукту до Рим.
Предполага се, че образът на Лъв Африкански може да е вдъхновил Уилям Шекспир за героя Отело в едноименната му трагедия.
|  | Тази страница частично или изцяло представлява превод на страницата Leo Africanus в Уикипедия на английски. Оригиналният текст, както и този превод, са защитени от Лиценза „Криейтив Комънс – Признание – Споделяне на споделеното“, а за съдържание, създадено преди юни 2009 година – от Лиценза за свободна документация на ГНУ. Прегледайте историята на редакциите на оригиналната страница, както и на преводната страница, за да видите списъка на съавторите. ВАЖНО: Този шаблон се отнася единствено до авторските права върху съдържанието на статията. Добавянето му не отменя изискването да се посочват конкретни източници на твърденията, които да бъдат благонадеждни. |